# Seasick Steve
Seasick Steve, de son vrai nom Steven Gene Leach, (aussi connu sous le pseudonyme Steven Gene Wold), est un musicien blues américain né à Oakland (Californie) le 19 mars 1951 d’un père pianiste de boogie-woogie et d’une mère au foyer. 

## Biographie
Après la séparation de ses parents, Steven reste avec sa mère, qui s'est remariée avec un vétéran de la guerre de Corée. Après une dispute violente avec son beau-père, il quitte le foyer familial à l’âge de treize ans, poussé par l’envie de voyager et d’échapper à une vie monotone et étriquée.
C’est dans les années 1960 que le futur Seasick Steve commence à fréquenter une bande de bluesmen et côtoie régulièrement Janis Joplin, avec qui il devient ami. Des voyages en Europe, notamment en Norvège, lui font rencontrer celle qui deviendra son épouse et avec qui il aura cinq fils. C’est aussi en Norvège que le pseudonyme Seasick Steve lui est donné par un ami qui remarque que Steve Wold ne pouvait pas monter sur un bateau sans éprouver un sérieux mal de mer.
En revenant vivre aux États-Unis, il s’installe à Seattle au début des années 1990. En créant son propre studio d’enregistrement, il rencontre la foisonnante scène rock et grunge de Seattle. Des groupes comme Modest Mouse et Bikini Kill viennent enregistrer des morceaux chez lui. Kurt Cobain se prend d’amitié pour le « vieux » bluesman.
Après une carrière musicale très peu médiatisée, Seasick Steve sort un premier album avec le groupe suédois The Level Devils en 2004, baptisé Cheap. On y retrouve du blues cher au musicien, mais aussi du folk, voire quelques riffs influencés par le grunge.
En 2006, Seasick Steve sort son premier véritable album solo, Dog House Music. Le 23 février 2009, I Started Out With Nothin and I Still Got Most of it Left, le deuxième album solo de Seasick Steve, est dans les bacs.
Courant 2013 sort son sixième album studio, Hubcap Music, avec comme single Coast is Clear.
À la fin de 2014, Seasick Steve annonce sur son site officiel son retour avec l'album Sonic Soul Surfer, et de nombreuses dates européennes pour le Sonic Soul Tour.

## Discographie et collaborations

### Albums
- Cheap - 2004
- Dog House Music - 2006
- I Started Out With Nothin and I Still Got Most of it Left - 2009
- Man From Another Time - 2009
- You Can’t Teach An Old Dog New Tricks - 2011
- Hubcap Music - 2013
- Sonic Soul Surfer - 2015
- Keepin' The Horse Between Me And The Ground - 2016
- Can u cook ? - 2018
- Love and Peace - 2020
- Blues In Mono - 2020
- Only on Vinyl - 2022

### EP
- It's All Good - 2007
- Songs For Elisabeth - 2010